# 中央 (大津市)
中央（ちゅうおう）は、滋賀県大津市にある地名。現行行政地名は中央一丁目から中央四丁目。

## 地理
大津市の南西部に位置し、東に松本、西に長等、南に京町、北に浜町と島の関と接している。

## 歴史
- 1965年（昭和40年）7月1日 - 松幡町、井筒町、中京町、柳町、坂本町、橋本町、中堀町、丸屋町、湊町、元会所町、上京町、鍋屋町、下小唐崎町、太間町、大工町、白玉町、新町、笹屋町、葭原町、後在家町、蛭子町、境川町、猟師町、下堅田町、上堅田町、南保町、玉屋町、原町、鍛冶屋町、上平蔵町、下平蔵町、材木町、和泉町、西松ケ枝町、高見町の各一部または全域に中央一丁目から中央四丁目を設置[1]。

### 町名の変遷
| 実施後     | 実施年月日               | 実施前（各町名ともその一部）                                                                             |
| ---------- | ------------------------ | --- |
| 中央一丁目 | 1965年（昭和40年）7月1日 | 松幡町、井筒町、中京町、柳町、坂本町、橋本町、中堀町、丸屋町、湊町、元会所町、上京町                     |
| 中央二丁目 | 1965年（昭和40年）7月1日 | 鍋屋町、下小唐崎町、太間町、大工町、白玉町、坂本町、新町、柳町、笹屋町、葭原町、後在家町、蛭子町、松幡町 |
| 中央三丁目 | 1965年（昭和40年）7月1日 | 境川町、猟師町、下堅田町、上堅田町、南保町、鍋屋町、玉屋町、笹屋町、葭原町、鍛冶屋町                     |
| 中央四丁目 | 1965年（昭和40年）7月1日 | 上平蔵町、下平蔵町、猟師町、材木町、和泉町、西松ケ枝町、高見町                                           |

## 世帯数と人口
2019年（平成31年）4月1日現在の世帯数と人口は以下の通りである。
| 丁目       | 世帯数    | 人口    |
| ---------- | --------- | ------- |
| 中央一丁目 | 500世帯   | 956人   |
| 中央二丁目 | 350世帯   | 698人   |
| 中央三丁目 | 262世帯   | 540人   |
| 中央四丁目 | 729世帯   | 1,718人 |
| 計         | 1,841世帯 | 3,912人 |

### 人口の変遷
国勢調査による人口の推移。
| 1995年（平成7年）  | 2,479人 | [ 6 ]  |  |
| 2000年（平成12年） | 2,443人 | [ 7 ]  |  |
| 2005年（平成17年） | 2,443人 | [ 8 ]  |  |
| 2010年（平成22年） | 2,783人 | [ 9 ]  |  |
| 2015年（平成27年） | 3,242人 | [ 10 ] |  |

### 世帯数の変遷
国勢調査による世帯数の推移。
| 1995年（平成7年）  | 1,014世帯 | [ 6 ]  |  |
| 2000年（平成12年） | 1,024世帯 | [ 7 ]  |  |
| 2005年（平成17年） | 1,024世帯 | [ 8 ]  |  |
| 2010年（平成22年） | 1,361世帯 | [ 9 ]  |  |
| 2015年（平成27年） | 1,554世帯 | [ 10 ] |  |

## 学区
市立小・中学校に通う場合、学区は以下の通りとなる。
| 丁目       | 番・番地等 | 小学校             | 中学校             |
| ---------- | ---------- | ------------------ | ------------------ |
| 中央一丁目 | 全域       | 大津市立中央小学校 | 大津市立打出中学校 |
| 中央二丁目 | 全域       | 大津市立中央小学校 | 大津市立打出中学校 |
| 中央三丁目 | 全域       | 大津市立中央小学校 | 大津市立打出中学校 |
| 中央四丁目 | 全域       | 大津市立中央小学校 | 大津市立打出中学校 |

## 施設
- 大津市中央支所
- 京都信用金庫 大津支店

## その他

### 日本郵便
- 郵便番号 : 520-0043[4]（集配局：大津中央郵便局[12]）。